# Hernádi Pál
Hernádi Pál, született Herneck (1919. június 29. – 1990. február 19.) magyar bajnok labdarúgó, fedezet.

## Pályafutása
1944–1949 között a Ferencvárosban összesen 120 mérkőzésen szerepelt (83 bajnoki, 30 nemzetközi, 7 hazai díjmérkőzés) és 17 gólt szerzett (15 bajnoki, 2 egyéb). Az 1948–49-es idényben a bajnokcsapat tagja volt. 1949 nyarán a Bp. Előre játékosa lett.

## Sikerei, díjai
- Magyar bajnokság
  - bajnok: 1948–49
  - 2.: 1943–44, 1945-tavasz
  - 3.: 1947–48
- Magyar kupa
  - győztes: 1944